# Blyths boszanger
De Blyths boszanger (Phylloscopus reguloides) is een zangvogel uit de familie Phylloscopidae.

## Verspreiding en leefgebied
Deze soort komt voor in Bangladesh, Bhutan, Cambodja, China, India, Laos, Myanmar, Nepal, Pakistan, Thailand en Vietnam en telt 3 ondersoorten:
- P. r. reguloides: de noordwestelijke en centrale Himalaya.
- P. r. assamensis: van de oostelijke Himalaya tot Myanmar, centraal Indochina en zuidelijk China.
- P. r. ticehursti: het zuidelijke deel van Centraal-Vietnam.